# ジョウカイボン科
ジョウカイボン科（ジョウカイボンか、Cantharidae）は、コウチュウ目に属する昆虫の一群である。見かけはややカミキリムシに似るが、甲虫としては全体に柔らかい虫である。

## 概要
ジョウカイボン科の昆虫は、細長い体に糸状の長い触角を持ち、見かけではカミキリムシ科の昆虫に、あるいはカミキリモドキ科の昆虫に似ている。しかし分類的にはそれらとは遠く、ホタル科などとともにホタル上科に属する。この群は甲虫としては非常に柔らかい体をしている。
食性は肉食で、成虫、幼虫ともに小型の昆虫などを捕食している。成虫は草の上や花などに見られることが多く、幼虫は地上性。
名前は日本の普通種であるジョウカイボン Athemus suturellus の名から来ている。ただし、この名の意味、由来については不明である。一説によれば平清盛(浄海坊)がマラリアで死んだ姿が、ジョウカイボンの近似種の有毒なカミキリムシ(アオカミキリモドキ)に由来する火傷に似ている為という説がある。それ以外の種では、この名からボンを外し、○○ジョウカイというように呼ぶ。英名はSoldier beetle であるが、これはイギリスの軍服に似た色彩（赤・黄色・黒）の種に因んでいる。

## 特徴
小型から中型の甲虫で、小さいものは3mm程度から、20mmを越えるものまである。
全体に細長く、腹背にやや扁平ながら、ほぼ円筒形のプロポーションである。全体に柔らかく、特に前翅が柔らかい。
頭部は前胸に比べて広く、その点で頭部の幅が狭く、往々に前胸に隠れるホタル科やベニボタル科とは異なる。触角は糸状で細長いものが多い。大顎は鋭く、上唇は薄く認めがたい。
前翅はほぼ同じ幅で伸びる。ただし、一部の種では退化して短くなる。
幼虫はやや腹背に扁平なイモムシ状、胸部に三対の短い歩脚を持つ。体表はビロード状で、頭部は幅広く、短い触角と頑丈な顎を持つ。胸部と腹部はキチン化が弱く、柔らかい。

## 習性など
成虫は花や葉の上に見られ、小型の昆虫などを捕食する。特に一部の種は花によく見られ、花粉等も食べる。
幼虫は林床など地表に生息し、やはり昆虫を捕食する。